# 姫路市立姫路高等学校

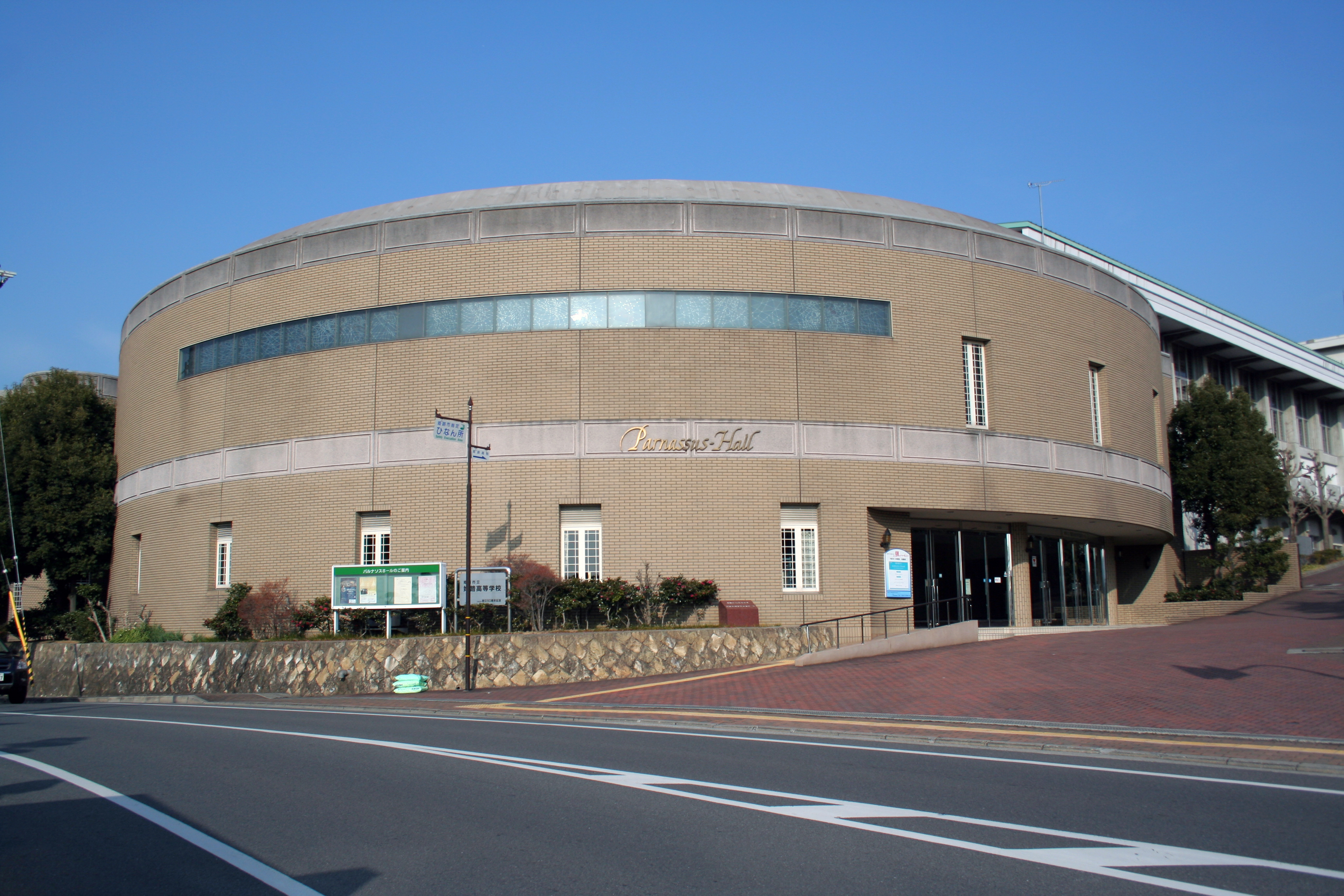
パルナソスホール

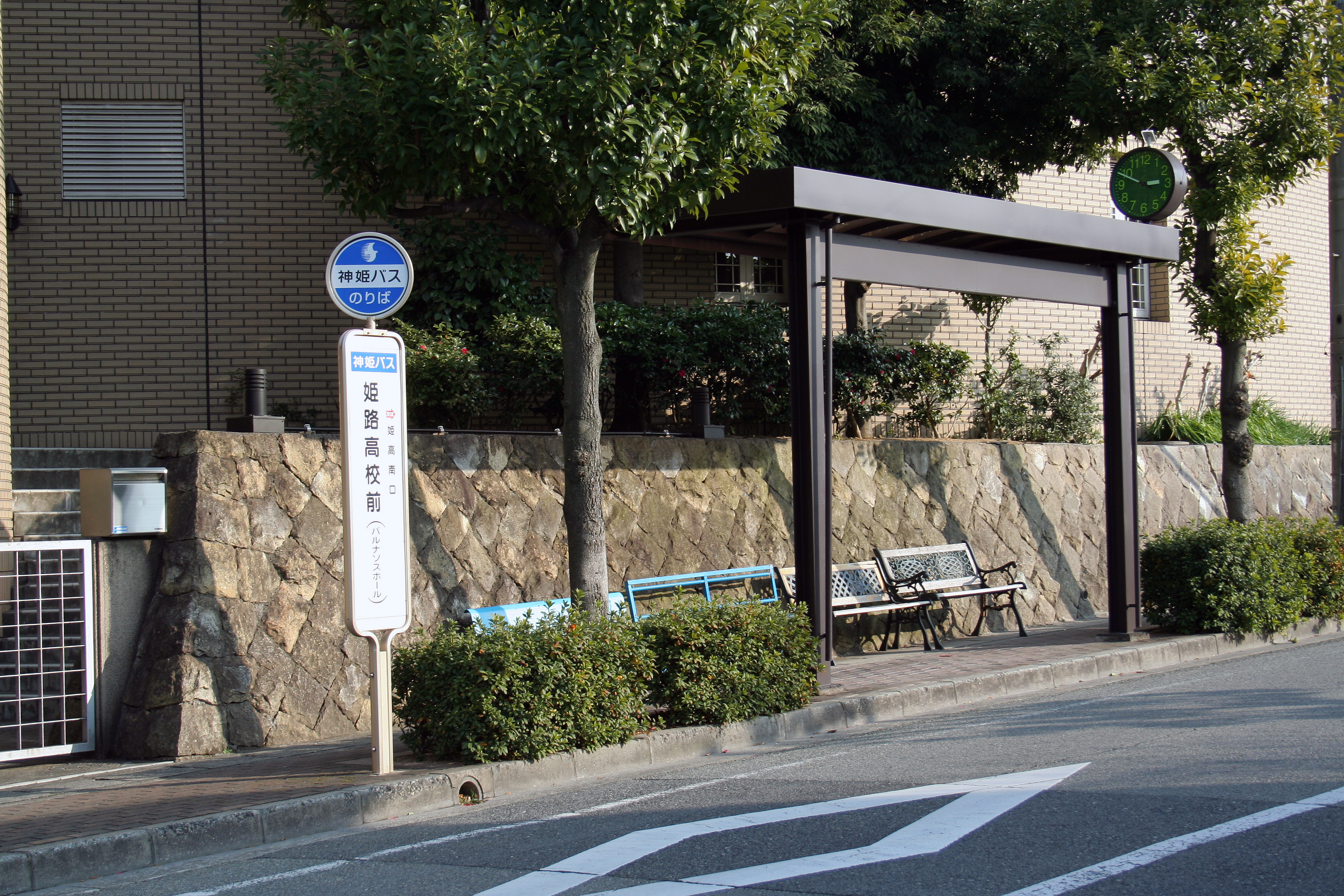
姫路高校正門から少し北側にある姫路駅行きバス停留所

姫路市立姫路高等学校（ひめじしりつ ひめじこうとうがっこう）は、兵庫県姫路市辻井九丁目にある公立高等学校。1939年（昭和14年）開校。普通科と探究科学コースがある。通称「市姫」（いちひめ）だが、校内等での略称は「姫高」（ひめこう）。音楽ホール「パルナソスホール」を有している。

## 設立の経緯
姫路市及びその周辺では、1936年の姫津線（現在のJR姫新線）の全通、1937年の日本製鐵広畑製鐵所（現在の新日鐵住金広畑製鐵所、当時は飾磨郡広村だが現在は姫路市域に含まれる）の設置などにより姫路市に対する重化学工業地域化への期待が高まると、それに見合う労働力及び労務管理能力を育成すべく教育、特に中等教育に関心が寄せられるようになった。ところが兵庫県立姫路中学校（現在の兵庫県立姫路西高等学校の前身）やその周辺の県立中学校は、いずれも入学定員に対して志願者が殺到する状態で厳しい入学難の様相だった。そこで、姫路市は独自に中学校の設置に踏み切った。それが1939年設置の姫路市立鷺城（ろじょう）中学校（現在の姫路市立姫路高等学校の前身）である。この鷺城中学校は、この頃姫路市立高等小学校が旧歩兵等十連隊兵舎跡地から八代深田（姫路城北側の地域の地名）に移転したのに伴い、姫路城三ノ丸西高台に設置された。

## 沿革
- 1939年（昭和14年）3月14日 - 旧制姫路市立鷺城中学校（以下、鷺城中）設立認可。
- 1939年（昭和14年）4月15日 - 姫路城内三の丸西高台（現在の千姫ぼたん園）に鷺城中発足。この日第1回入学式を挙行。校舎は元第十連隊の兵舎を改修したものであった。
- 1944年（昭和19年）3月8日 - 第1回卒業式を行う。
- 1945年（昭和20年）3月27日 - 第2、3回生卒業（3回生は「戦時非常措置」で修養年限を4年に短縮されたため、1年繰り上げ卒業となった）。
- 1945年（昭和20年）7月3日 - 夜半より米軍の姫路空襲。姫路城内にあった校舎の大半を焼失。
- 1945年（昭和20年）8月15日 - ポツダム宣言を受諾し、太平洋戦争が終戦。姫路城内の焼け残り兵舎等を改造し、2学期から授業再開。
- 1947年（昭和22年）5月4日 - 姫路市八代にある旧姫路国民学校高等科の跡地に校舎移転。
- 1948年（昭和23年）4月1日 - 学制改革により「鷺城中学姫路市立新制高等学校」と改称。一部在校生（7・8期生）は併設中学校に在籍となった。その後校名は「姫路市立高等学校」を経て1950年に現在名となる。教育の根幹を全人教育とする。
- 1948年（昭和23年）5月 - 生徒からの公募作品をもとに校章を制定。
- 1949年（昭和24年）3月28日 - 新制中学生等を対象に第1回入学選抜試験を実施。
- 1952年（昭和27年）8月10日 - 校歌完成（作詞:三木露風、作曲:平井康三郎）。
- 1953年（昭和28年）2月1日 - 新運動場の工事着工、翌年10月2日竣工式を挙行。
- 1954年（昭和29年）4月 - 校舎美化を条件に土足による校舎内立ち入りを許可。
- 1956年（昭和31年）10月29日 - 第11回国民体育大会のソフトボール競技会場となった。開催時に昭和天皇、香淳皇后が行幸啓[2]。
- 1961年（昭和36年）6月22日 - 体育館兼講堂竣工。
- 1970年（昭和45年）12月15日	八代校舎の大半を原因不明の火災で焼失。生徒・職員復興に立ち上がる。
- 1972年（昭和47年）8月29日 - 新しい校舎を姫路市辻井に竣工、2学期よりこの新校舎で学習開始。
- 1980年（昭和55年）8月4日 - 放送班、テレビ番組部門で全国優勝。
- 1981年（昭和56年）4月17日 - 米国姉妹都市フェニックス市より当校初のALT英語講師着任。
- 1985年（昭和60年）3月30日 - 情報処理教室完成。
- 1988年（昭和63年）11月8日 - 第1回韓国修学旅行に出発。3泊4日の行程で、釜山・慶州・ソウルを巡る。ソウルでは景福・進明女子両高校と交歓会を行う。（韓国修学旅行は以後2012年（平成24年）まで実施。）
- 1989年（平成元年）10月11日 - 同窓会の鷺城会が設置を求めてきた、「姫路高等学校音楽ホール」（通称：パルナソスホール）完工。18日、N響によるこけら落し演奏会を実施。
- 1989年（平成元年）10月21日 - 姫路高等学校創立50周年記念式典を新装なった音楽ホールで盛大に挙行。また、これにあわせて三木露風の筆より起こした校歌碑の除幕を行う。
- 1990年（平成2年）10月14日 - 音楽ホールに鷺城会寄贈のパイプオルガン完成。
- 1990年（平成2年）11月3日 - パイプオルガン贈呈式。
- 1992年（平成4年）7月7日 - オーストラリア・アデレード市のシービューハイスクールとの姉妹校提携調印。
- 1993年（平成5年）3月10日 - 校訓碑除幕式。揮亳は前京都大学総長西島安則先生。式後記念講演も実施。
- 1993年（平成5年）10月1日 - 校舎（南館と北館）の大改修工事竣工。
- 1996年（平成8年）2月15日 - 運動場大改修竣工。
- 1998年（平成10年）3月12日 - 体育館大改修竣工。
- 1999年（平成11年）11月20日 - 創立60周年記念事業でピロティー正面に大壁画を作成。
- 2003年（平成15年）4月1日 - サイエンスキャリアコース（SCC）開設。
- 2004年（平成16年）2月26日 - 購買部40周年を記念して、体育館に校訓額、校歌額を設置。揮毫は石見利勝姫路市長（当時）。
- 2008年（平成20年）8月31日 - 校舎北館の耐震工事完了。
- 2009年（平成21年）8月31日 - 校舎南館の耐震工事完了。
- 2009年（平成21年）11月21日 - 姫路高等学校創立70周年記念式典校章モニュメントとテント8張りの除幕を行う。
- 2011年（平成23年）3月 - 普通教室の冷房設備取付工事完了。（平成24年度より稼働）
- 2014年（平成26年）12月25日 - 運動場大改修竣工。
- 2015年（平成27年）4月1日 - サイエンスキャリアコース（SCC）から探究科学コースに改編。
- 2015年（平成27年）4月24日 - 運動場大改修完了。
- 2015年（平成27年）10月1日 - 食堂内装改修完了。
- 2016年（平成28年）1月28日 - 体育館天井修理完了。
- 2016年（平成28年）3月7日 - 校舎北館外壁塗装工事完了。
- 2017年（平成29年）3月10日 - 校舎南館外壁塗装工事完了。
- 2017年（平成29年）11月7日 - 台湾新北市立新北高級中学と姉妹校提携調印。
- 2018年（平成30年）10月15日 - パルナソスホール改修完了。
- 2019年（令和元年）11月16日 - 姫路高等学校創立80周年記念式典を行う。
- 2025年（令和7年）3月12日 - 最後の入学者募集（予定）。
- 2028年（令和10年） - 閉校（予定）。

## 設置課程
- 普通科

70期生（平成27年度入学生）より普通科のうち1クラスは「探究科学コース」とされる。探究科学コースは県下全域から出願可能である推薦入試の合格者で編成される。学校設定科目である「探究」の履修がある。
探究科学コース以外のクラスは第4学区内及び姫路市の特例で高砂市からも出願可能で、一般入試の合格者で編成される。

## 交通アクセス
JR姫路駅、山陽姫路駅から、神姫バス姫路駅（北口）バスターミナル10番のりばより、7系統「県立大工学部」8系統「書写ロープウェイ」9系統「大池台」行き乗車、「姫路高校前」バス停下車すぐ。
姫路駅より約15分。

## 他高校との統合
2026年度より、姫路高校・琴丘高校・飾磨高校の３校が合併・統合し「姫路市立高等学校」が開校する予定である。３校は2025年度まで入学者を募集し、それ以降は募集を停止する予定。統合校舎の場所は旧姫路市中央卸売市場の場所に設置される予定であるが、2026年度の開校には間に合わない為、統合校の校舎が完成するまでは姫路高校の校舎を使用することが決まっている。